# Dirk Hermann Voss
Dirk Hermann Voss, auch Voß, (* 9. Februar 1960 in Bonn) ist ein deutscher Jurist und Medienfachmann. Er war bis 2010 Herausgeber der Katholischen Sonntagszeitung für Deutschland in Köln.

## Leben
Voss studierte Rechts-, Wirtschafts- und Sozialwissenschaften an den Universitäten Augsburg und Würzburg. 1985 legte er sein zweites Staatsexamen als Assessor ab und wurde für das Bistum Augsburg tätig. 1988 wurde er in Würzburg mit der Arbeit Regionen und Regionalismus im Recht der Mitgliedstaaten der Europäischen Gemeinschaft. Strukturelemente einer europäischen Verfassungsordnung zum Doktor beider Rechte promoviert. Seit 1987 ist er Leiter des Sachgebietes Staatskirchenrecht der Bischöflichen Finanzkammer Augsburg. Von 1987 bis Ende 2010 hatte er zudem die Geschäftsführung der Mediengruppe Sankt Ulrich Verlag inne, die dem Bistum Augsburg gehört, und war Herausgeber der Katholischen Sonntagszeitung für Deutschland.
Von 1984 bis 1990 war Voß Landesvorsitzender der Paneuropa-Jugend Bayern, von 1990 bis 1998 Schatzmeister der Paneuropa-Union Deutschland, seit 1998 deren Vize-Präsident und auch Landesvorsitzender der Paneuropa-Union Bayern. Voß ist seit 2009 auch internationaler Vizepräsident der Paneuropa-Union. Er ist Mitglied des Rotary Clubs Augsburg-Fuggerstadt und Familiare des Deutschen Ordens.
Im Dezember 2006 wurde er durch Papst Benedikt XVI. als Konsultor des Päpstlichen Medienrates bestellt. Voß erhielt 2007 den päpstlichen Orden Pro Ecclesia et Pontifice für seine Verdienste um das katholische Verlagswesen. Die Mediengruppe Sankt Ulrich Verlag baute er zu einem cross-medialen kirchlichen Medienunternehmen mit Wochenzeitungen, Buchverlag, sowie regionalen Fernseh- und Radiobeteiligungen aus.
Er war seit 2007 Medienberater von Bischof Walter Mixa und Koordinator für Öffentlichkeitsarbeit und Medien der Diözese Augsburg. Im April 2010 wurde er im Zusammenhang mit dem Rücktritt von Bischof Walter Mixa von dieser Aufgabe entbunden. Insbesondere kircheninterne Kritiker machten ihn mitverantwortlich für das ihrer Meinung nach schlechte Krisenmanagement von Mixa; insbesondere strittig war sein Interview mit Panorama im April 2010. Voß betonte stets, den Aussagen seines bischöflichen Chefs geglaubt und die Position des Bistums Augsburg vertreten zu haben.
Am 1. Dezember 2010 gab das Bistum Augsburg in einer Pressemitteilung bekannt, dass Voss sein Amt als Geschäftsführer der Mediengruppe Sankt Ulrich Verlag zum Ende des Jahres abgeben werde. So solle er „sich künftig auf die Wahrnehmung seiner Aufgaben in der Bischöflichen Finanzkammer“ konzentrieren. Der Bischof von Augsburg, Konrad Zdarsa, dankte Voss für sein über 20-jähriges Wirken für die Mediengruppe und das Bistum: „Dr. Voß hat sich große Verdienste um den Sankt Ulrich Verlag und dessen Medienengagements erworben“. Inzwischen haben Voß und die Diözese Augsburg sich einvernehmlich darauf verständigt, ihre vertraglichen Beziehungen zum 30. April 2012 und die faktische Zusammenarbeit ab 1. August 2011 zu beenden, weil unterschiedliche Auffassungen über deren künftige Ausgestaltung bestanden. Seit 1. Januar 2012 ist Voß als Rechtsanwalt für die Augsburger Wirtschaftskanzlei Scheidle & Partner tätig.